# Erythrodolius maculosus
Erythrodolius maculosus är en stekelart som beskrevs av André Seyrig 1932. Erythrodolius maculosus ingår i släktet Erythrodolius och familjen brokparasitsteklar. Inga underarter finns listade i Catalogue of Life.